# Danmarks Cykelmuseum
Danmarks Cykelmuseum er et museum i Aalestrup, der behandler cyklernes tekniske udvikling. Det er indrettet i en bygning, der blev opført i 1921 som bolig for cykelfabrikken Jydens direktør. Fabrikken lukkede i 1962, og museet startede i 1974.
Cykelsamlingen omfatter omkring 150 cykler fra træcyklen til nutidens modeller. Den ældste er en velocipede, der er bygget i Frankrig i 1865 og deltog i Frankrigs første cykelløb på 123 km fra Rouen til Paris i 1869. Den nyeste er fremstillet i Indien i 2002.
Cykelsamlingen er suppleret med cykeltilbehør gennem tiderne. Museet har også cykler med hjælpemotor og knallerter, hvoraf den ældste blev lavet i 1903.
Desuden findes en omfattende samling af symaskiner fra 1850 og fremefter samt gamle radioapparater. I kælderen er indrettet bødkerværksted, fortrinsvis med materiale fra bødker P.C. Pedersen, der i starten af 1900-tallet drev forretning i Aalestrup. I kælderen findes også en lille samling af gamle skrivemaskiner.
Museet har tit udlejet effekter til andre museer samt film- og teaterproduktioner.